# Taridius vietnamensis
Taridius vietnamensis – gatunek chrząszcza z rodziny biegaczowatych i podrodziny Lebiinae.

## Taksonomia
Gatunek opisany został w 1996 roku przez Ericha Kirschenhofera jako Cymindis vietnamensis. W 2010 ten sam autor przeniósł go do podrodzaju Taridius (Perseus). Holotypem jest samiec, a paratypem samica, oba odłowione w 1995.

## Morfologia
Chrząszcz ten różni się od podobnego Taridius andrewesi wewnętrzną plamką pokryw sięgającą za przednią krawędzią do międzyrzędu 5, zredukowaną przed środkiem, po czym rozszerzającą się i łączącą z czarnym międzyrzędem 8 oraz bokami pokryw rozszerzonymi z tyłu nawet bardziej niż łukowato.

## Występowanie
Gatunek ten jest endemitem Wietnamu.